# その気にさせてよmyマイ舞
『その気にさせてよmyマイ舞』（そのきにさせてよマイマイまい）は山口譲司による日本の漫画作品。『週刊少年チャンピオン』（秋田書店）にて連載された。単行本は全9巻。1993年にはOVA（上・下巻）が作られた。

## 概要
スーパーグラマーな相談屋の輪玖 舞が依頼者から相談を受け、それを解決していくドタバタお色気コメディ。
少年誌としてはかなり際どく、裸体描写が主体で、明らかにヘアーらしい描写があるが、あくまでも「もぐさ」と主張したいとか「ジーンズのほつれ」と主張したいなど作者が記しているため、そう見えない訳でもない。中には「修正を施しました」等をあえて入れることによってエロさを引き立たせてるものもある。
業界内にもファンも多く、同じ漫画家のきくち正太や久寿川なるおが作品に対する寄せ書きやミニ漫画を提供している（単行本に収録）。

## 登場人物
輪玖 舞（わく まい）
声 - 矢島晶子
物語の主人公。悩み事や事件を深い愛情と母性愛、そして生ツバごっくん、てんこ盛りのお色気で解決するスーパー相談屋。本籍、年齢、家族は不詳。IQ160以上でT大首席卒。
身長170前後、B95（アンダーバスト73）/W59/H96
人をやる気（その気）にさせる持ち主。しかし、ほとんどはエッチな気持ち（その気）にさせてしまう。
九尾の狐に絶賛されるくらいの美貌とスタイルを活かし、相談屋の他にもイーネス・マルペッサの名でモデルを副業で行っていて、マスコミや業界人、カメラマンも彼女の正体を知らないほどのトップモデルらしい。
貞操概念は強い方で未来の旦那様以外の異性に裸を晒したくないのだが、持ち前の性格と成り行き（Hな漫画の展開上）で、バストはもちろん下の方も開いたりしている。記憶喪失時、それを美依に指摘され、ショックを受けていた。
本人は気付いていないが、結構スケベで、サンタクロースへのプレゼントとして、ソープ嬢の格好をしていた（本人は純粋に冷えた体を温めようとしていた）。
連載終了後は俗世間から離れ辺境の山奥で一人隠遁生活をしていたが、舞を尋ねてきたアニメ監督の熱意と説得により裸は撮らない約束でアニメ出演を決める。しかし撮影現場ではその約束は守られず、カメラの前で素っ裸に剥かれ、スタッフたちに全裸を見られる。その後、今回の撮影の為だけに復活した変態医師のベン・ケー・シノービが相手のAV紛いの映像を撮られると知らされると撮影現場から逃げようとするがスタッフに囚われ、変態医師のベンとの12時間にも及ぶ撮影が始まる。撮影から解放されるとベンチに放置され、放心状態のまま辺境の山奥に戻ると再び引き籠り生活を始める。
伝法寺 愛（でんぽうじ あい）連
声 - 藤野かほる
舞の助手。花嫁修業の一環で助手となった。性格はがさつでお転婆で男っぽい。腕っぷしが強く、ケンカを吹っ掛けてきたプロレスラー、相撲取り、キックボクサーの3人を5秒で血の海にしたほどで、舞曰く本気を出せば黒帯のヒグマに勝てるとのこと。
ボディコンプレックスの持ち主で、筋肉がピクピクしているのを見ると体の力が抜けてしまう。
京極 美依子（きょうごく みいこ）
声 - 松井菜桜子
舞のライバルで、お助け屋美依と名乗っている。初登場時は舞に変装（助手の愛でも気付かなかった）し、評判を落とそうと企んだが、本音は舞の事が好きである。
実家は金持ちらしく、F-16改を私用で使っている。
黒の伯爵（くろのはくしゃく）
声 - 速水奨
本名不詳 東洋医学に精通した天才。病んだ身体を見つけると放っておけない性格の紳士。
ベン・ケー・シノービ
声 - 速水奨
黒の伯爵のもう一つの人格で、カツラが取れると現れる。性格は野蛮で凶悪で変人。後に舞によって「丹田鬼門」のツボを鍼で打ち込まれ、急に髪の毛が生え、その人格は消えてしまった。
ゆあ
声 - 三石琴乃
新宿おばば（しんじゅくおばば）
声 - 笹岡繁蔵
新宿のことなら知らない事はないと豪語する自称「不快都市の母」。身長203cm、顔だけで1mくらいある。アクが強く、人身売買の商売も手掛けている。昔はかなり美人だったらしい。
漁太
声 - 優希比呂
302号室の3人組
八部外科に入院している少年、青年、老人の3人組。本来ならとっくに全治し退院できるが、退院せず残っている。老人は最終話にも登場するが実は大御所様と呼ばれるくらいの人物と判明した。
山口 浩一（やまぐち こういち）
日本を代表する探検家 山口浩の息子。探検嫌いだったのだが、舞と黄金宮の探検をしているうちに探検家魂に目覚める。
葵 香寿美（あおい かすみ）
世界中の名医がサジを投げた難病中の奇病「富士の病」にかかり、それを治せるといわれるベン・ケー・シノービの捜索を舞に依頼したが、7か月も舞に忘れられていた。
実はデーモンという悪魔が取り付いていたが、舞の体を張った退魔術によって退散されその後、病状は回復した。
工藤 涼一（くどう りょういち）
声 - 森川智之
ロックスターから映画俳優に転身したスーパースター。ヌードアレルギーで、刺激が強過ぎるとジンマシンを通り越して、ダイマジンになってしまう。
また極度のF・F（フォーカス・フライデー）シンドロームである。
アボリくん
やる気を起こす「ザッツリーの果実」が実っているといわれるオーストラリアで出会ったホテルのボーイ。おっぱいが好きですぐに吸いついてしまう。
実は呪術師ブブリの子孫であった。
ブブリ
アボリジンの呪術師。ザッツリーの壁画を見た子孫であるアボリくんに憑依し、舞達をザッツリーの島へ導いた。アボリくん同様スケベで、舞たちがエッチな格好したり、状況になるとアボリくんを介し出てくる。
九尾の狐（きゅうびのきつね）
その名の通り、九本の尻尾を持つ狐の大妖怪。悪霊退治専門の坊主 円海によって尻尾を一本切り離され、それを取り戻す為、舞に化けるが、舞を気に入り押しかけて同居する。
尻尾を切り離されたせいで情緒不安定の精神分裂気味であるが、ラテン系の性格となったため、大妖怪のイメージとはかなりのギャップとなっている。
仲人屋 源（なこうどや げん）
1,000組以上の縁組をまとめた名仲人。一度死んでしまうが、ブラック・ジャックのおかげで生き返る。
縁切り屋 汐（えんぎりや ゆう）
関係、物事から縁を切りたがっている人を助けているが、源が仲人した縁組を狙って離婚に追いやっている。
正体は源の実孫で、源が家庭を顧みなかったため家族崩壊が起き、それを恨んでのことである。舞と「若者に結婚願望を植えつけることが出来るか」の勝負に敗れ、源と和解したようである。　
愛の祖父
愛に劣らず腕っぷしが強く、愛を軽くあしらう実力の持ち主。
必殺技は拳の威力をコントロール出来る「如意拳」
性格はスケベで、相当の女こまし。「如意拳」を悪用しスケベな事ヤリ放題している。

## OVA

### スタッフ
- 原作：山口譲司
- キャラクターデザイン・作画監督：中山まゆみ
- 音楽：太田浩一、田島浩二
- 監督：神田修